# Johann Friedrich von Brandt
Johann Friedrich von Brandt, född 25 maj 1802 i Jüterbog, död 15 juli 1879 i Meriküla nära Narva-Jõesuu, Guvernementet Estland, var en tysk zoolog, verksam i Ryssland.
Brandt gick i skolan i Wittenberg och studerade därefter medicin och botanik vid Berlins universitet. Efter rekommendation av Alexander von Humboldt kallades han 1831 till en professur i zoologi i Sankt Petersburg och blev inom kort medlem av ryska vetenskapsakademien. Brandt skapade en samling av preparat från ryska djur. vilka han fick han av olika expeditionsledare som Nikolaj Przjevalskij, Alexander Theodor von Middendorff, Leopold von Schrenck och Gustav Radde.
Brandt beskrev flera fåglar som ryska upptäcktsresande hittade i norra Stilla havet, däribland olika måsar, andfåglar och skarvar. Han skrev 318 vetenskapliga uppsatser.

## Verk (urval)
- Flora berolinensis (1825)
- Medizinische Zoologie (två band, 1827-34; tillsammans med Julius Theodor Christian Ratzeburg)
- Descriptiones et icones avium rossicarum (1836)
- Collectanea palæontographica Russiæ (1849)
- Symbolæ sirenologicæ (två band, 1845-68)
- Über die fossilen und subfossilen Cetaceen Europas (två band, 1873-74)